# Parancistrocerus scapultatus
Parancistrocerus scapultatus är en stekelart som först beskrevs av Edoardo Zavattari 1912.
Parancistrocerus scapultatus ingår i släktet Parancistrocerus och familjen Eumenidae. Inga underarter finns listade i Catalogue of Life.